# 902
| 902                |
| ------------------ |
| Dødsfald - Fødsler |
|                    |

| Gregoriansk kalender | 902 CMII                |
| Ab urbe condita      | 1655                    |
| Armensk kalender     | 351 ԹՎ ՅԾԱ              |
| Kinesiske kalender   | 3598 – 3599 辛酉 – 壬戌 |
| Etiopisk kalender    | 894 – 895               |
| Jødisk kalender      | 4662 – 4663             |
| Hindukalendere       |                         |
| - Vikram Samvat      | 957 – 958               |
| - Shaka Samvat       | 824 – 825               |
| - Kali Yuga          | 4003 – 4004             |
| Iransk kalender      | 280 – 281               |
| Islamisk kalender    | 289 – 290               |

Se også 902 (tal), havnebus 902